# Colp d'ull
Colp d'ull va ser un programa cultural de Canal Nou emès entre el 1996 i el 2003. En va ser presentadora Maria Josep Poquet. Amb una estètica dinàmica que va resultar molt moderna en els inicis, l'espai retratava temes relacionats amb l'actualitat teatral, literària, artística o cinematogràfica. El programa va realitzar entrevistes a personatges com José Saramago, Gore Vidal, Manuel Vázquez Montalbán, Wim Wenders o Ignacio Ramonet.